# Негредо, Альваро
А́льваро Негре́до Са́нчес (исп. Álvaro Negredo Sánchez; род. 20 августа 1985, Мадрид) — испанский футболист, нападающий. Чемпион Европы 2012 года в составе сборной Испании.

## Клубная карьера

### «Реал Мадрид»
Карьера Негредо началась в «Райо Вальекано», где он дебютировал в Сегунде B в начале 2005 года, а после перешёл в «Реал Мадрид Кастилья».
В сезоне 2006/07 забил 18 мячей, что не помогло «Кастилье» спастись от вылета, однако Негредо произвел впечатление на главного тренера «Реала» Фабио Капелло и был вызван на матчи Кубка Короля, но так и не появился на поле. В итоге его дебют состоялся в товарищеской игре против «Атлетико».

### «Альмерия»
В июле 2007 года перешёл в «Альмерию», однако «Реал» оставил за собой право выкупа футболиста. 26 августа вышел на поле в матче против «Депортиво», 2 февраля 2008 года забил с пенальти в ворота своей бывшей команды, а 19 апреля оформил дубль в игре с обладателями Кубка УЕФА и Кубка Испании «Севильей».
Негредо стал лучшим бомбардиром «Альмерии» с 13-ю мячами, а клуб из Андалусии финишировал восьмым. В сезоне 2008/09 он отличился пять раз в первых шести играх, включая гол на 95-й минуте в ворота «Рекреативо» 28 сентября. Всего Альваро забил 19 голов, а клуб провёл чуть менее успешный сезон.

### Возвращение в «Реал»
В июле 2009 года «Реал» воспользовался опцией в контракте Негредо и выкупил его за €5 000 000. Альваро приступил к тренировкам 10 июля. Во время предсезонной подготовки забил четвёртый мяч в ворота «ЛДУ Кито» в финале Мирового кубка.
К Негредо проявляли интерес «Сарагоса» и «Халл Сити», однако было решено подписать пятилетний контракт с «Севильей» с условием, что «Реал» сможет выкупить футболиста в течение двух лет. Новый наставник мадридцев Мануэль Пеллегрини настоял на продаже Негредо с целью сохранения его карьеры, так как не мог гарантировать тому место в основе при наличии Карима Бензема, Гонсало Игуаина, Класа-Яна Хюнтелара, Рууда ван Нистелроя и Криштиану Роналду.

### «Севилья»
31 августа 2009 года дебютировал за новую команду в матче с «Валенсией», выйдя на замену на 37-й минуте. Двумя неделями позже забил первый гол в гостевой встрече против «Осасуны», закончившейся победой со счетом 2:0. Сезон 2009/10 получился для Негредо противоречивым из-за постоянной конкуренции за место в составе с Луисом Фабиано и Фредериком Кануте. Он не мог забить на протяжении 12 матчей, прервалась засуха 2 мая 2010 года, когда Альваро отличился в игре с «Атлетико», а после забил «Расингу».
В сезоне 2010/11 Негредо был неоспоримым первым номером, так как Фабиано вернулся в «Сан-Паулу». Он забивал «Вильярреалу», «Реалу», «Осасуне» и «Эспаньолу». В сезоне 2012/13 в чемпионате отличился 13 раз, включая хет-трик в ворота «Сельты» 4 марта 2013 года, а также четыре раза забил «Валенсии» и выиграл трофей Сарры.

### «Манчестер Сити»
16 июля 2013 года «Манчестер Сити» и «Севилья» достигли соглашения по трансферу Негредо за 25 млн евро. Он отправился в Премьер-лигу вскоре после своего соотечественника Хесуса Наваса.
Дебютировал в лиге 19 августа 2013 года, заменив Давида Сильву в матче против «Ньюкасла», завершившегося победой со счетом 4:0. Первый гол забил в следующей игре с «Кардиффом». На «Сити оф Манчестер» огорчил «Халл Сити». 5 ноября 2013 года в матче Лиги чемпионов оформил хет-трик в ворота московского ЦСКА. Это первый хет-трик «Манчестер Сити» в Лиге чемпионов. 8 января 2014 года оформил свой второй хет-трик за «горожан» в полуфинале Кубка лиги против «Вест Хэма». 21 января 2014 года поставил рекорд результативности в полуфиналах Кубка лиги, забив 5 мячей в двух матчах против «Вест Хэма» (хет-трик дома и дубль на выезде).

### Дальнейшая карьера
В сентябре 2014 года Негредо вернулся в Испанию, заключив годовой арендный договор с «Валенсией». По истечении срока аренды «Валенсия» обязана выкупить контракт игрока. Свой первый гол за «Валенсию» Негредо забил 7 декабря 2014 в игре против «Гранады». 1 июля 2015 года «Валенсия» выкупила права на футболиста в «Манчестер Сити» за 30 миллионов евро.
20 июля 2016 «Валенсия» после длительных переговоров отдала футболиста на год в аренду в «Мидлсбро». Перед этим СМИ сообщали о том, что английский клуб в таком случае будет платить футболисту его зарплату в 100 тысяч фунтов, а через год сможет выкупить Негредо за 10 миллионов фунтов. 13 августа Альваро дебютировал в составе «речников» в домашнем матче против «Сток Сити» и уже на 11-й минуте забил свой первый гол за новый клуб. По итогам сезона «Мидлсбро» вылетел из Премьер-лиги и Негредо вернулся обратно в «Валенсию».
3 июля 2017 года Негредо покинул «Валенсию» и перешёл в «Бешикташ». По данным Transfermarkt, «Валенсия» заработала на продаже Альваро Негредо € 2,5 млн. Контракт рассчитан до лета 2019 года, с возможностью продления ещё на сезон.
После нескольких месяцев без команды и начала работы над получением тренерской лицензии в «Севилье C» Негредо объявил о завершении профессиональной карьеры 6 марта 2025 года.

## Карьера в сборной
6 октября 2009 года был впервые вызван в сборную Испании на матч отборочного турнира к чемпионату мира 2010 против Армении в связи с травмами Давида Вильи и Даниэля Гуисы. Заменил Фернандо Торреса во втором тайме. Четыре дня спустя вышел в стартовом составе и оформил дубль, отдав две голевые передачи, в игре с Боснией и Герцеговиной (итоговый счет 5:2). Тем не менее в состав на чемпионат не попал.
Висенте дель Боске вызвал Негредо на первенство Европы 2012, где Альваро принял участие в двух матчах, включая полуфинал с Португалией.
Стал одним из семи футболистов, отцепленных от состава на чемпионат мира 2014.

## Достижения

### Командные
«Севилья»
- Обладатель Кубка Испании: 2009/10

«Манчестер Сити»
- Чемпион Премьер-лиги: 2013/14
- Обладатель Кубок Футбольной лиги: 2013/14

Сборная Испании
- Чемпион Европы: 2012

### Личные
- Обладатель трофея Сарры: 2010/11, 2012/13

## Статистика выступлений

### Клубная статистика
| Выступление      | Выступление      | Выступление      | Лига | Лига | Кубки | Кубки | Еврокубки | Еврокубки | Итого | Итого |
| Клуб             | Лига             | Сезон            | Игры | Голы | Игры  | Голы  | Игры      | Голы      | Игры  | Голы  |
| ---------------- | ---------------- | ---------------- | ---- | ---- | ----- | ----- | --------- | --------- | ----- | ----- |
| Райо Вальекано В | Терсера          | 2003/04          | 15   | 14   | 0     | 0     | 0         | 0         | 15    | 14    |
| Райо Вальекано В | Терсера          | 2004/05          | 25   | 14   | 0     | 0     | 0         | 0         | 25    | 14    |
| Райо Вальекано В | Итого            | Итого            | 33   | 12   | 0     | 0     | 0         | 0         | 33    | 12    |
| Райо Вальекано   | Сегунда B        | 2004/05          | 12   | 1    | 0     | 0     | 0         | 0         | 12    | 1     |
| Райо Вальекано   | Итого            | Итого            | 12   | 1    | 0     | 0     | 0         | 0         | 12    | 1     |
| Реал Мадрид В    | Сегунда B        | 2005/06          | 25   | 4    | 0     | 0     | 0         | 0         | 25    | 4     |
| Реал Мадрид В    | Сегунда B        | 2006/07          | 40   | 18   | 0     | 0     | 0         | 0         | 40    | 18    |
| Реал Мадрид В    | Итого            | Итого            | 65   | 22   | 0     | 0     | 0         | 0         | 65    | 22    |
| Альмерия         | Примера          | 2007/08          | 36   | 13   | 2     | 0     | 0         | 0         | 38    | 13    |
| Альмерия         | Примера          | 2008/09          | 34   | 19   | 1     | 0     | 0         | 0         | 35    | 19    |
| Альмерия         | Итого            | Итого            | 70   | 32   | 3     | 0     | 0         | 0         | 73    | 32    |
| Севилья          | Примера          | 2009/10          | 35   | 11   | 5     | 2     | 7         | 1         | 47    | 14    |
| Севилья          | Примера          | 2010/11          | 38   | 20   | 9     | 5     | 8         | 1         | 55    | 26    |
| Севилья          | Примера          | 2011/12          | 30   | 14   | 4     | 0     | 0         | 0         | 34    | 14    |
| Севилья          | Примера          | 2012/13          | 36   | 25   | 6     | 6     | 0         | 0         | 42    | 31    |
| Севилья          | Итого            | Итого            | 139  | 70   | 24    | 13    | 15        | 2         | 178   | 85    |
| Манчестер Сити   | Премьер-лига     | 2013/14          | 32   | 9    | 9     | 9     | 8         | 5         | 49    | 23    |
| Манчестер Сити   | Итого            | Итого            | 32   | 9    | 9     | 9     | 8         | 5         | 49    | 23    |
| Валенсия         | Примера          | 2014/15          | 30   | 5    | 4     | 1     | 0         | 0         | 34    | 6     |
| Валенсия         | Примера          | 2015/16          | 25   | 5    | 6     | 5     | 9         | 2         | 40    | 12    |
| Валенсия         | Итого            | Итого            | 55   | 10   | 10    | 6     | 9         | 2         | 74    | 18    |
| Мидлсбро         | Премьер-лига     | 2016/17          | 36   | 9    | 3     | 1     | 0         | 0         | 39    | 10    |
| Мидлсбро         | Итого            | Итого            | 36   | 9    | 3     | 1     | 0         | 0         | 39    | 10    |
| Бешикташ         | Суперлига        | 2017/18          | 31   | 7    | 7     | 7     | 5         | 1         | 43    | 15    |
| Бешикташ         | Суперлига        | 2018/19          | 4    | 2    | 0     | 0     | 2         | 1         | 6     | 3     |
| Бешикташ         | Итого            | Итого            | 35   | 9    | 7     | 7     | 7         | 2         | 49    | 18    |
| Аль-Наср         | Про-лига         | 2018/19          | 19   | 17   | 0     | 0     | 1         | 1         | 20    | 18    |
| Аль-Наср         | Про-лига         | 2019/20          | 17   | 8    | 9     | 3     | 0         | 0         | 26    | 11    |
| Аль-Наср         | Итого            | Итого            | 36   | 25   | 9     | 3     | 1         | 1         | 46    | 29    |
| Кадис            | Примера          | 2020/21          | 35   | 8    | 0     | 0     | 0         | 0         | 35    | 8     |
| Кадис            | Примера          | 2021/22          | 34   | 7    | 5     | 3     | 0         | 0         | 39    | 10    |
| Кадис            | Примера          | 2022/23          | 21   | 1    | 1     | 1     | 0         | 0         | 22    | 2     |
| Кадис            | Примера          | 2023/24          | 7    | 0    | 2     | 0     | 0         | 0         | 9     | 0     |
| Кадис            | Итого            | Итого            | 97   | 16   | 8     | 4     | 0         | 0         | 105   | 20    |
| Реал Вальядолид  | Сегунда          | 2023/24          | 6    | 0    | 0     | 0     | 0         | 0         | 6     | 0     |
| Реал Вальядолид  | Итого            | Итого            | 6    | 0    | 0     | 0     | 0         | 0         | 6     | 0     |
| Всего за карьеру | Всего за карьеру | Всего за карьеру | 616  | 215  | 73    | 43    | 40        | 12        | 729   | 270   |

### Международная статистика
| Сборная          | Сезон            | Товарищеские | Товарищеские | Турниры | Турниры | Всего | Всего |
| Сборная          | Сезон            | Игры         | Голы         | Игры    | Голы    | Игры  | Голы  |
| ---------------- | ---------------- | ------------ | ------------ | ------- | ------- | ----- | ----- |
| Испания          | 2009             | 2            | 0            | 2       | 2       | 4     | 2     |
| Испания          | 2011             | 2            | 1            | 1       | 2       | 3     | 3     |
| Испания          | 2012             | 3            | 1            | 2       | 0       | 5     | 1     |
| Испания          | 2013             | 5            | 1            | 4       | 3       | 9     | 4     |
| Всего за карьеру | Всего за карьеру | 12           | 3            | 9       | 7       | 21    | 10    |